# Józef Męcina-Krzesz

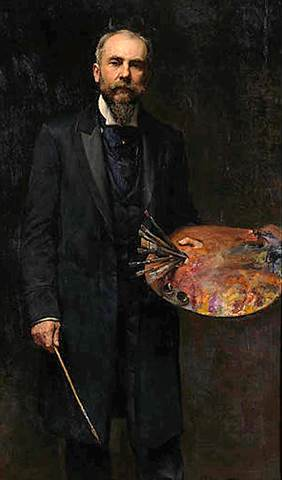
Autoportrait à la palette (1900)

Józef Feliks Męcina-Krzesz (2 janvier 1860, Cracovie - 2/3 décembre 1934, Poznań) est un peintre polonais, connu pour ses scènes historiques, son art religieux et ses portraits. 

## Biographie
De 1877 à 1884, il étudie à l' Académie des Beaux-Arts de Cracovie avec Władysław Łuszczkiewicz et Florian Cynk. Au cours des deux dernières années, il prend des cours chez Jan Matejko, qui l'encourage à se concentrer sur la peinture historique.
En 1884, sa peinture de la bataille d'Orsha lui vaut une bourse du Wydział Krajowy (pl) (Département national), un comité exécutif élu par la Diète de Galice et de Lodomeria. Deux ans plus tard, il utilise une partie de cet argent pour aller à Paris, où il étudie avec Jean-Paul Laurens. Pendant ce temps, il commence à peindre des portraits. Il travaille également comme illustrateur pour L'Illustration et Le Figaro Illustré et expose au Salon. En 1888, il épouse une peintre française du nom de Louise Marie Barat. 
Après avoir voyagé dans toute l'Europe, il s'installe à Cracovie en 1894 et, en 1901, acquiert une villa à Dębniki . Pendant la Première Guerre mondiale, il vit  à Prague, où il aide à organiser une exposition pour aider les réfugiés de guerre. Après 1921, il réside à Poznań.  
Il devient membre du conseil d'administration de l’Association générale des artistes polonais en 1894 et membre de l'Union internationale des Beaux-Arts et des Lettres en 1913. Il reçoit la Croix du Mérite en 1932.
Dans ses dernières années, il peint peu. De nombreux artistes de la génération qui l'ont suivi lui reprochent d'être trop conservateur. Il fait l'objet d'un mépris particulier parmi ceux qui se sont rassemblés au Green Balloon, un cabaret fréquenté par les membres du mouvement Jeune Pologne, et est brocardé dans un poème de Tadeusz Boy-Żeleński appelé "Słówkach" (Colère).

## Quelques tableaux

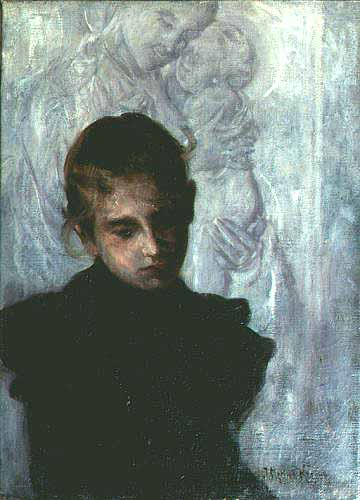
Portrait de jeune fille
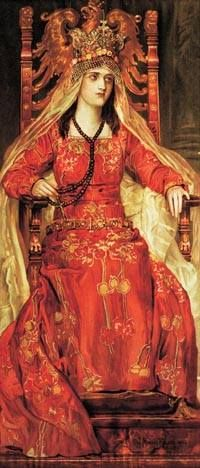
Jadwiga de Pologne
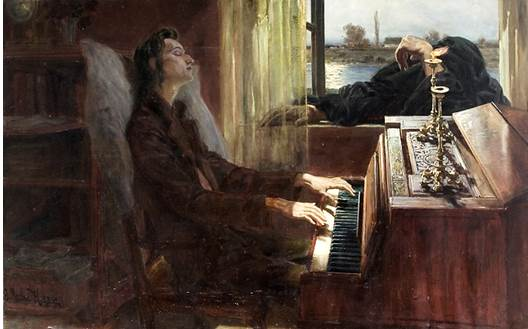
Les derniers accords de Chopin
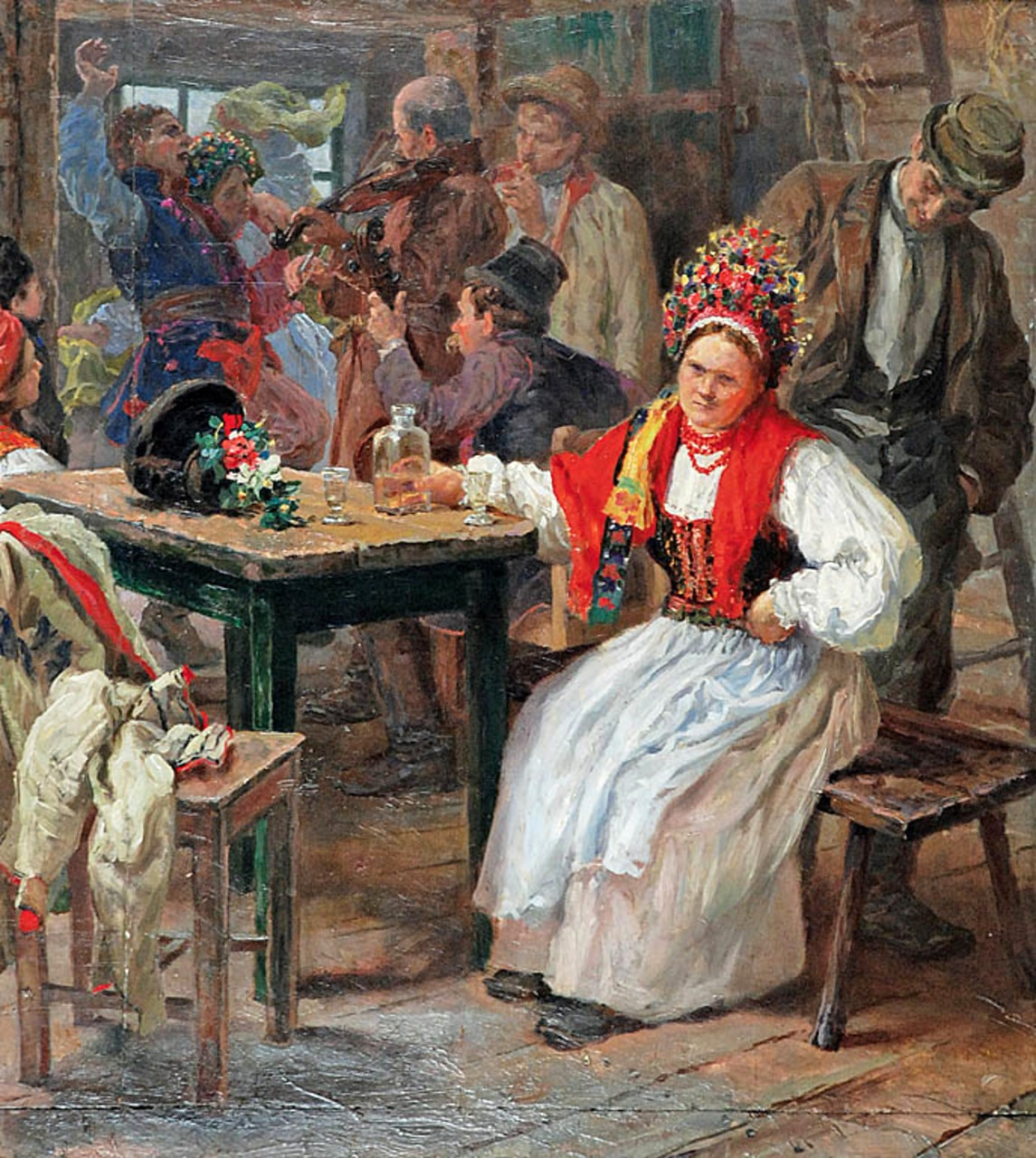
La mariée